# Аль-Кардави, Юсуф
Ю́суф Абдулла́х аль-Карда́ви (араб. يوسف عبد الله القرضاوي‎; 9 сентября 1926, Сафт Тураб, Королевство Египет — 26 сентября 2022, Доха) — современный исламский богослов из Египта, президент Международного союза мусульманских учёных. Являлся одним из наиболее влиятельных религиозных деятелей в суннитском исламе. Был широко известен своей передачей «Шариат и жизнь» на канале Аль-Джазира, аудитория которой составляет 60 млн человек по всему миру, а также благодаря веб сайту IslamOnline, который он помог основать в 1997 году, и главным религиозным учёным которого являлся.
Автор более чем 120 книг. За свой вклад в развитие исламской теологии он был награждён восемью международными наградами и считался одним из самых влиятельных исламских богословов нашего времени[прояснить]. На протяжении долгого времени он считался духовным лидером Братьев-мусульман, несмотря на отказ от поста лидера данного движения, который ему предлагали возглавить.

## Биография
Юсуф аль-Кардави родился в небольшой деревне на западе Египта. Когда ему было два года он потерял отца, и вырос в религиозной среде своего дяди. Его семья хотела, чтобы он освоил профессию плотника, однако он предпочел стать имамом. В четырёхлетнем возрасте он начал посещать кораническую школу, а в возрасте десяти лет он знал Коран наизусть. После получения обязательного школьного образования, аль-Кардави продолжил своё обучение в Институте религиоведения в Танта в течение девяти лет. В восемнадцать лет он поступил в Университет Аль-Азхар на факультет основ религии.
В 1953 окончил университет ал-Азхар. В 1958 он получил диплом по арабскому языку и литературе в Современном институте изучения арабского языка. Он был зачислен в программу выпускников вуза на Отделение изучения Корана и Сунны факультета основ религии (Usul al-Din), и в 1960 году окончил его, получив степень магистра по корановедению. В 1961 возглавил религиозный институт в столице Катара Дохе. В 1973 защитил докторскую диссертацию на тему: «Роль закята в разрешении социальных проблем». В 1977 способствовал созданию факультета «Шариат и исламоведение» в Катарском университете, деканом которого он в последующем стал. В том же году он учредил Центр исследований сиры (биография пророка Мухаммада) и сунны. Он также работал в комитете контроля по делам религии в Египте при Министерстве вакуфов. Затем он переехал в Доха, где вплоть до 1990 года занимал должность декана исламского отделения на факультете «Шариат и образование» в Катаре. В 1990—1991 гг., он был назначен на должность председателя научного совета Исламского университета и высшего образования в Алжире, после чего он вернулся в Катар в качестве руководителя Центра сунны в университете Катара — должность, которую он занимал до своей смерти. C 1997 руководил Европейским советом по фетвам и исследованиям, расквартированным в Дублине. Критиковался с позиций консервативного салафизма.
Он был заключен в тюрьму при правлении короля Фарука в 1949, затем ещё три раза во время правления бывшего президента Гамаля Абделя Насера, после чего в 1961 году он покинул Египет и жил в Катаре.
Скончался 26 сентября 2022 года.

## Взгляды и убеждения
В мае 2013 года Кардави прибыл в Газу из Катара, где он проживал в изгнании. 9 мая 2013 года Юсуф Аль-Кардави заявил:
Израиль не имеет права на существование. Эта земля никогда не была еврейской. Палестина предназначена для арабской исламской нации.
Премьер-министр ХАМАСа Исмаил Хания поцеловал правую руку Кардави и назвав его «великим имамом современного ислама и великим имамом арабской весны».
В то же время руководство ФАТХа, управляющего палестинскими территориями на Западном берегу Иордана, осудило посещение Юсуфом Карадави сектора Газа. По их мнению, его приезд лишь «цементирует раскол» между двумя палестинскими фракциями. «Любой визит, который несет в себе политическое значение, который признает легитимность ХАМАСа в Газе, вредит интересам палестинского народа», — сказал Махмуд аль-Хабаш, министр по делам религии в ПА.
Кардави неоднократно оказывался в эпицентре многих споров. Он призывал иракцев бороться против всех американцев на своей земле, заявив, что «нет никакой разницы между гражданскими лицами и солдатами». В апреле 2013 года он отказался участвовать в межрелигиозной конференции в Дохе из-за присутствия на ней евреев. Также Кардави призывал к уничтожению евреев и утверждал, что они заслужили нацистский геноцид.

### Религиозные взгляды

#### Мусульманские секты
Аль-Кардави в своей диссертации писал об опасности мусульманских экстремистских групп, особенно если они основаны на слепом повиновении. Он перечислял следующие признаки экстремизма:
1. Первые признаки экстремизма — это фанатизм и нетерпимость, которые полностью уводят человека в его собственные предрассудки, а также жестокость, которая лишает его ясного зрения на чужие интересы и проблемы, цели шариата или обстоятельства времени. Такие люди не имеют какой-либо возможности для диалога с другими, так что они не могут сравнивать своё мнение с другими и выбирать наиболее правильные точки зрения.
2. Второй признак экстремизма проявляется в постоянной приверженности к избыточности, а также в попытках заставить других сделать то же самое, несмотря на то, что Аллах этого не требует.

## Книги
- Время в жизни мусульманина (2012)[14][15].
- Дозволенное и запретное в Исламе (1960).
- Исламское возрождение в свете дозволенного расхождения и осуждаемого раскола (2011)[16].
- Положение женщины в исламе[17].